# Mọt gỗ Anoplophora
Anoplophora glabripennis là một loài bọ cánh cứng trong họ Cerambycidae.

## Hình ảnh

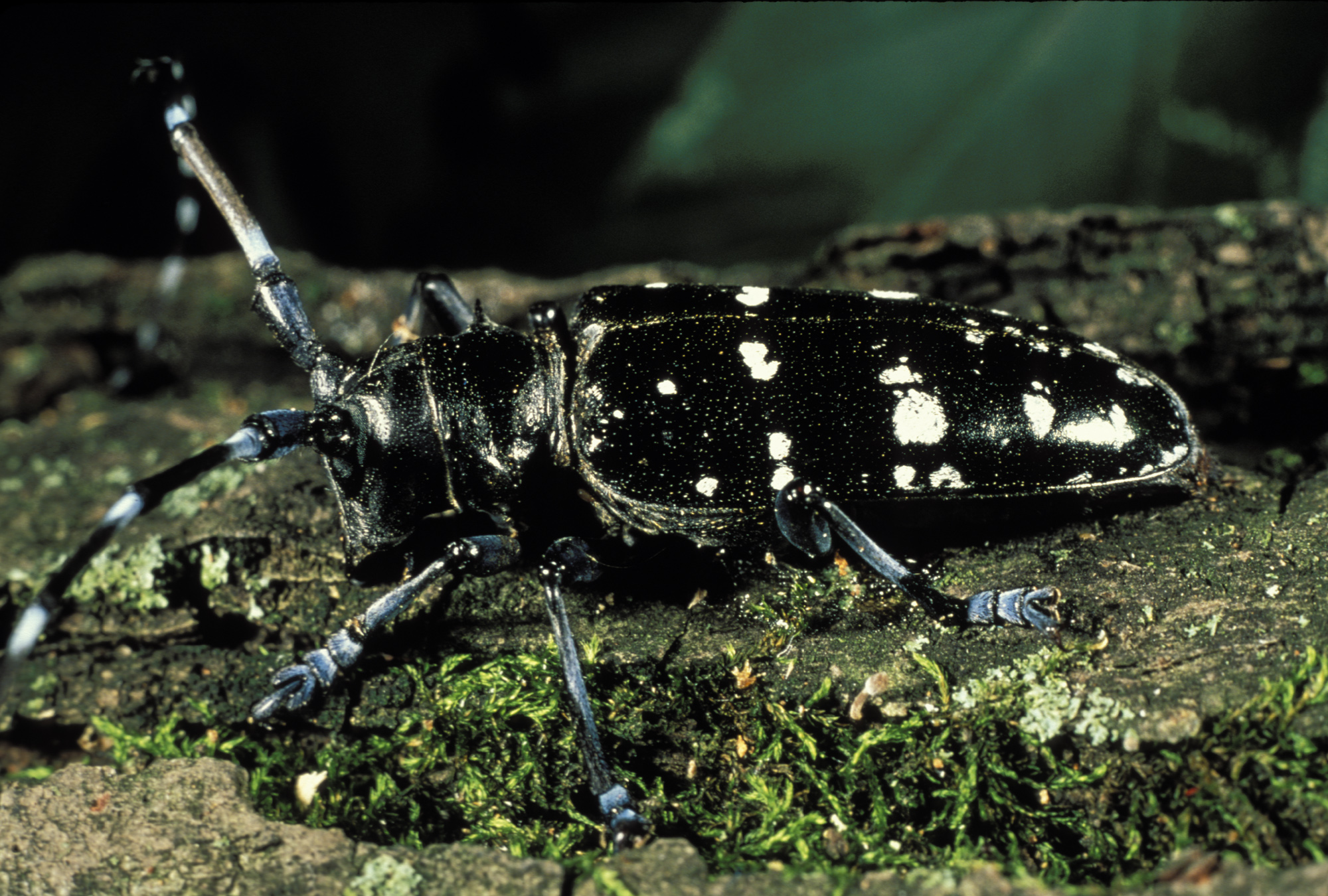
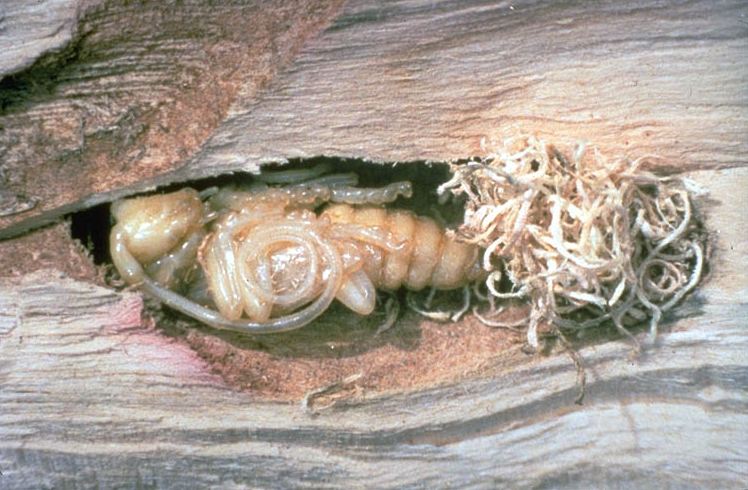
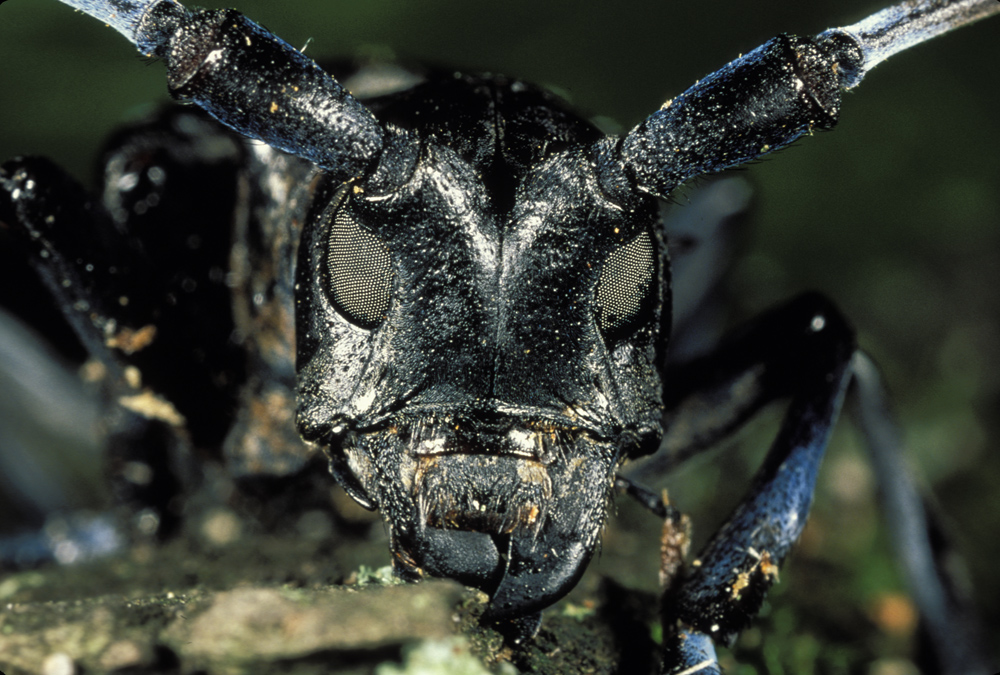
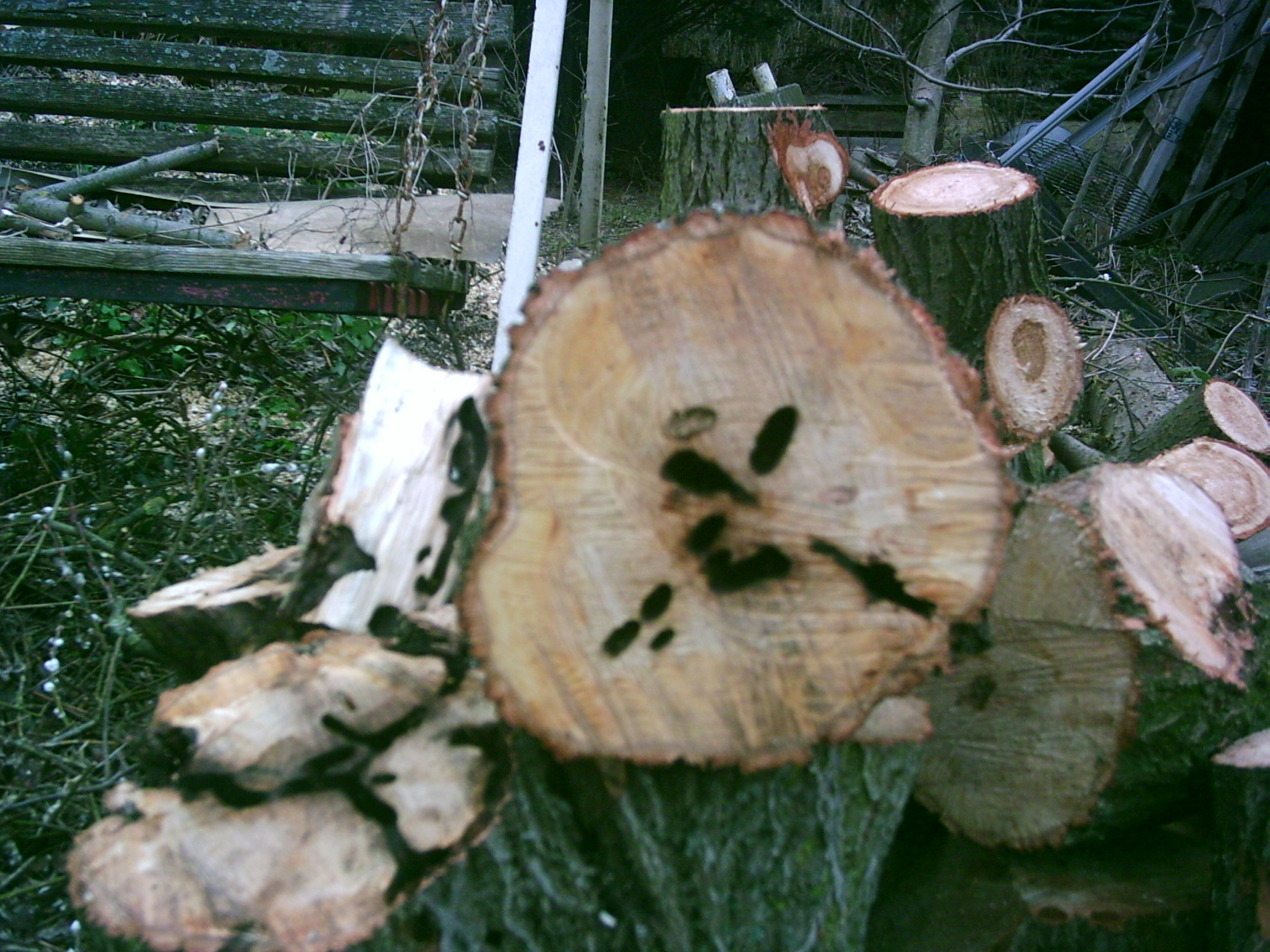